# Labyrintárium v Loučeni
Labyrintárium v Loučeni se nachází v zámeckém parku Loučeň v městyse Loučeň v okrese Nymburk ve Středočeském kraji a v nížině Středolabská tabule. Je to kompleks 12 labyrintů a bludiští různých druhů.

## Historie a popis
Labyrintárium v Loučeni bylo postaveno v roce 2007 v zeleni historického anglického zámeckého parku zámku Loučeň. Labyrintárium je vhodné pro zábavu, relaxaci i odpočinek. Labyrintárium propojuje naučná stezka s informačními panely s informacemi o vzniku, historii, kulturním či náboženském pozadí a současnosti labyrintů a bludišť, které se vyskytují po celém obydleném světě. Architektem labyrintária je Brit Adrian Fisher, který patří mezi nejznámější tvůrce labyrintů současnosti.

### Labyrinty a bludiště
- Buxusové bludiště (rozloha 400 m2)
- Světelný labyrint (rozloha 100 m2)
- Travnatý labyrint (rozloha 145 m2)
- Tisové bludiště (rozloha 1450 m2)
- Dlážděné bludiště (rozloha 63 m2)
- Palisádové bludiště (rozloha 255 m2)
- Kamenný labyrint (rozloha 590 m2)
- Provazové bludiště
- Pískovcový labyrint (rozloha 245 m2)
- Prstový labyrint - Grotta (rozloha 0,5 m2)
- Písmenkový labyrint (rozloha 64 m2)
- Labyrint krále Karla IV.

## Další informace
Vstup je zpoplatněn.

## Galerie

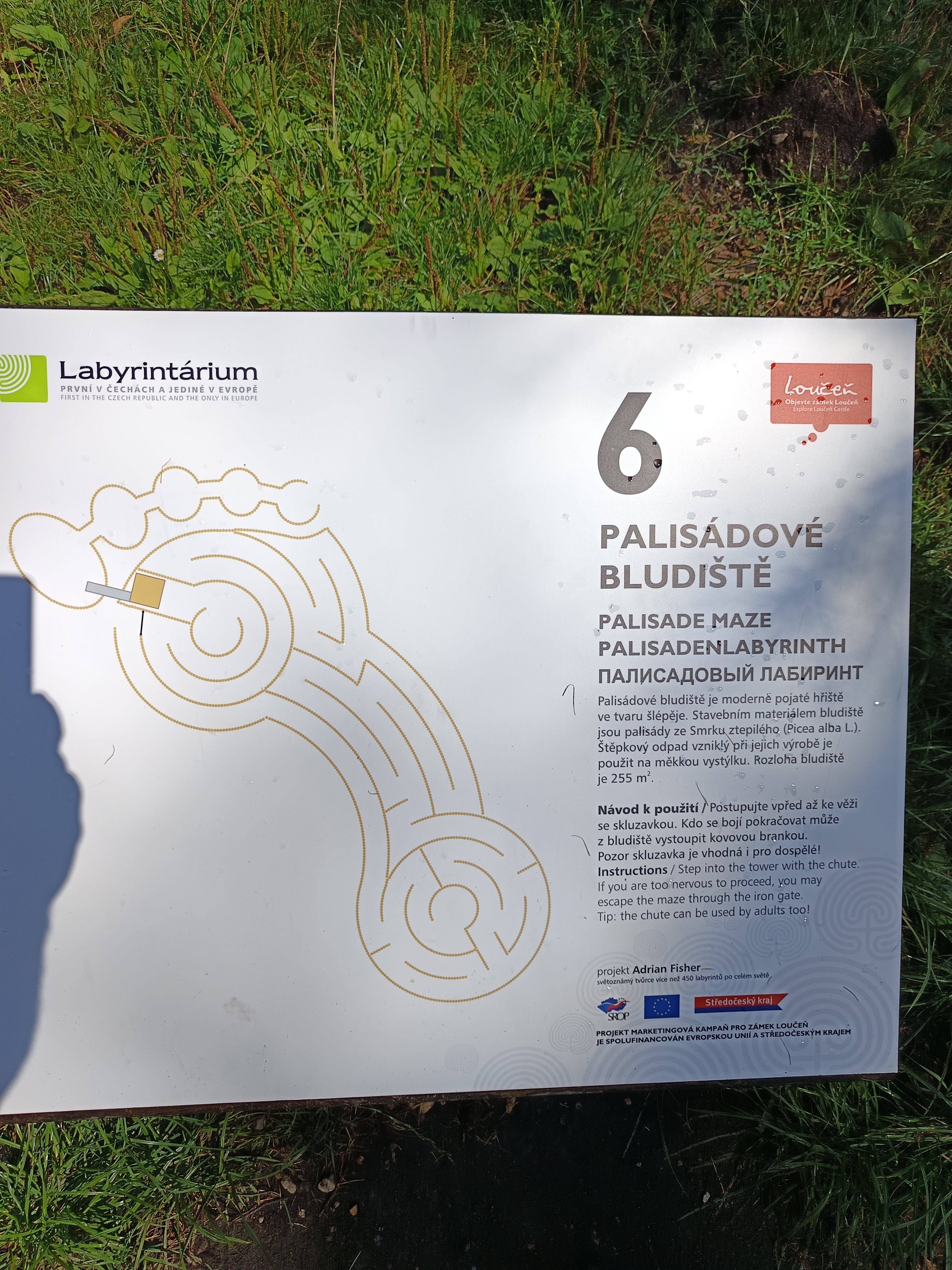
Palisádové bludiště
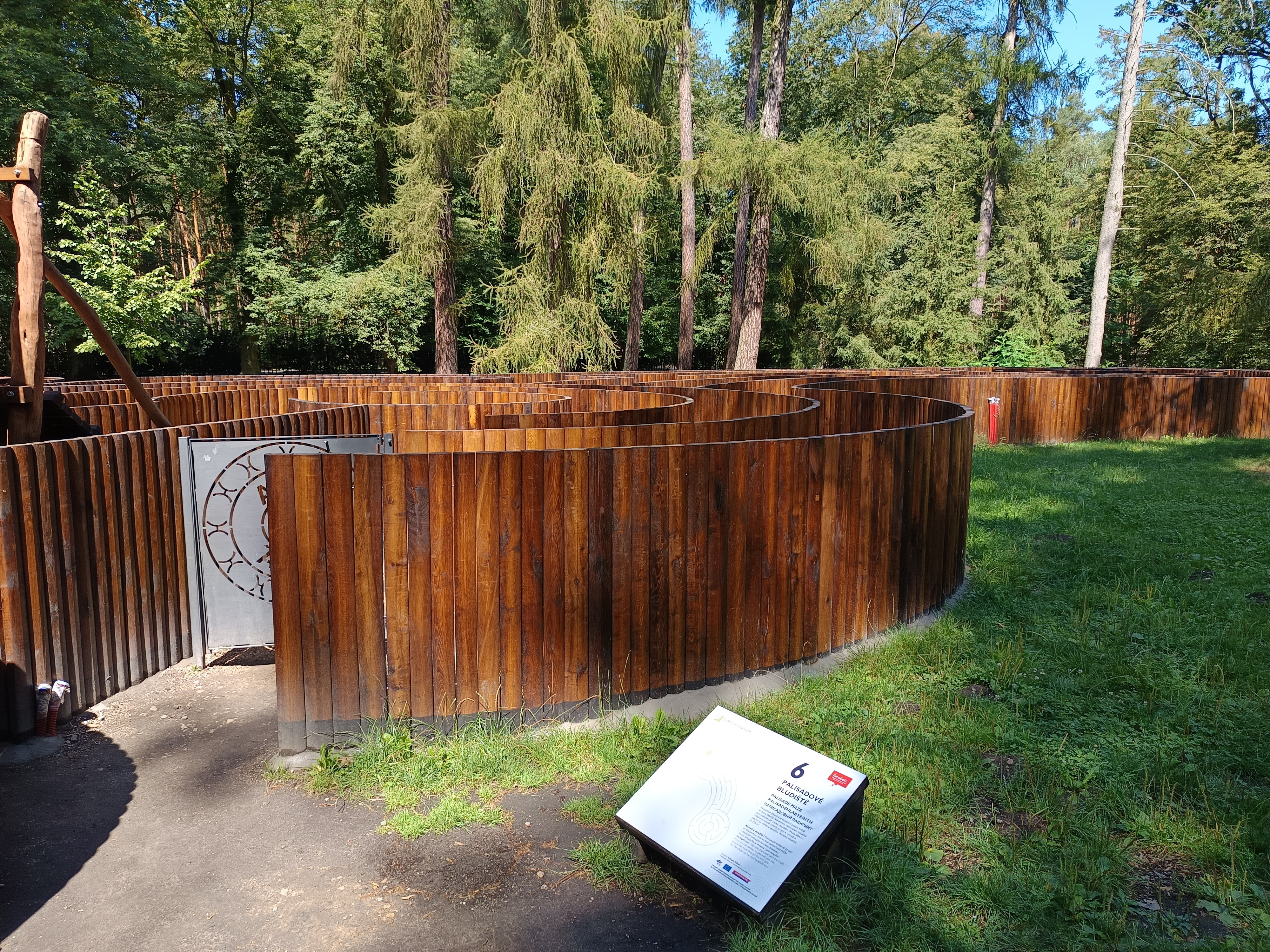
Palisádové bludiště
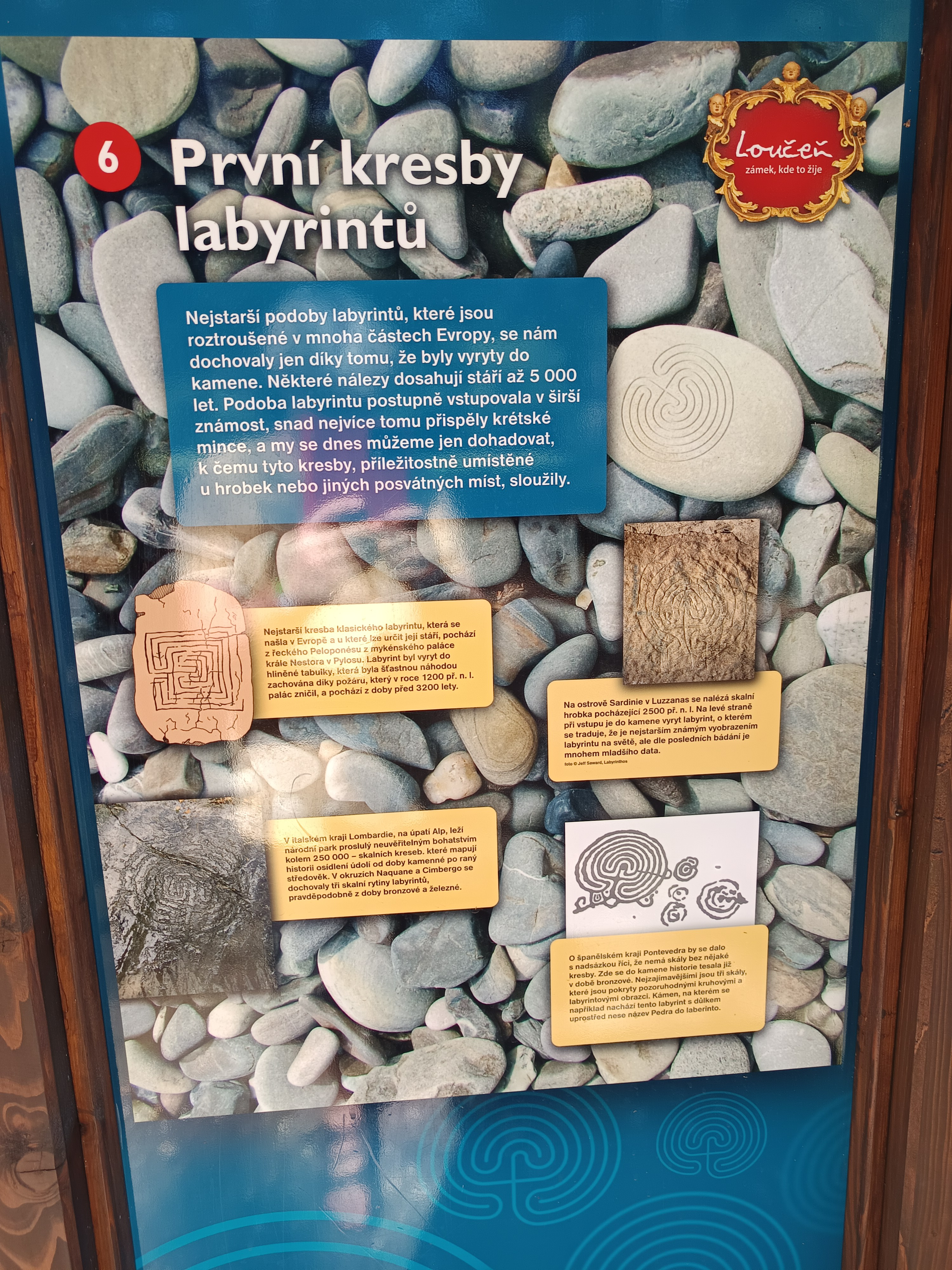
Historie
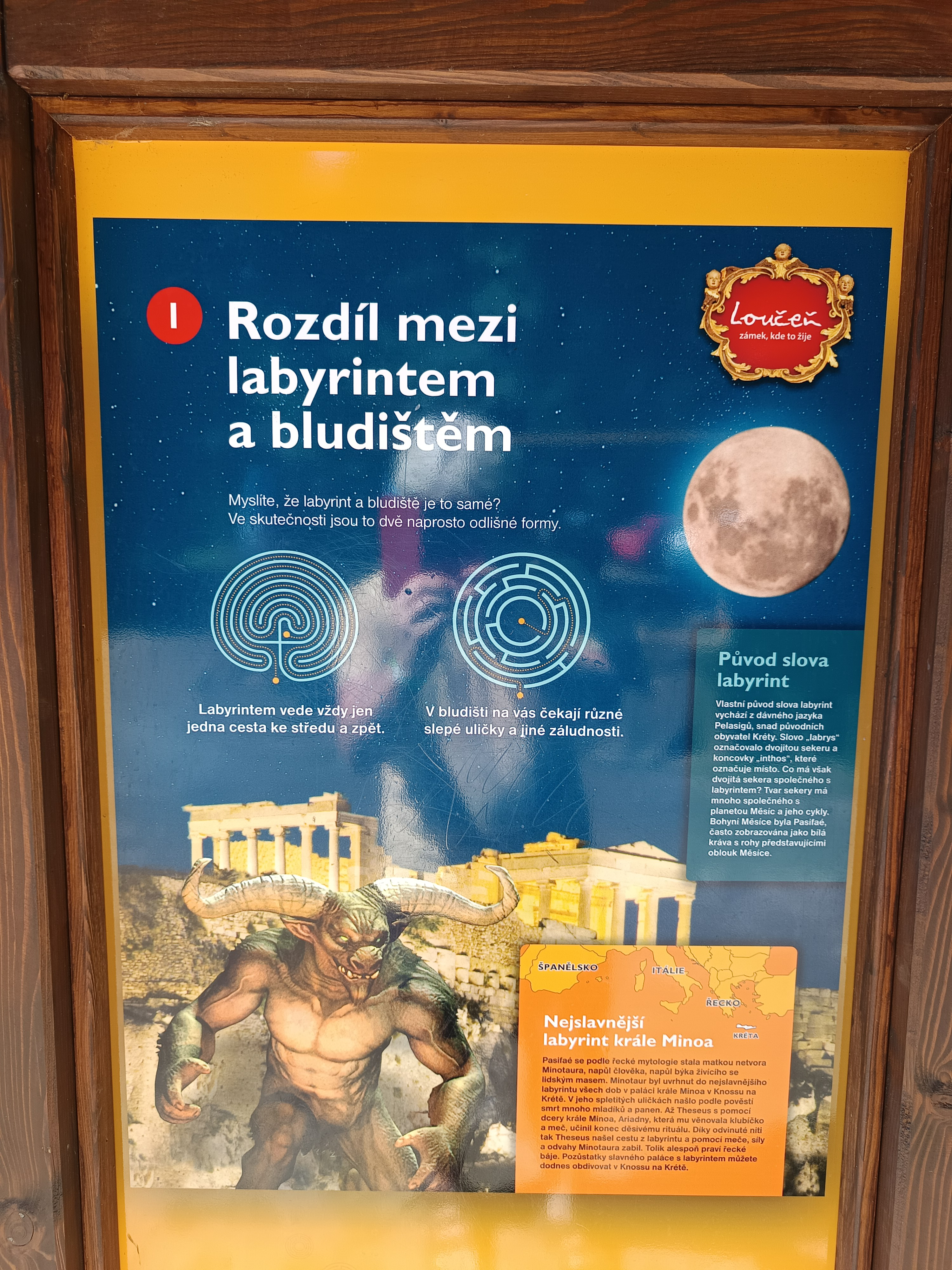
Rozdíl mezi labyrintem a bludištěm
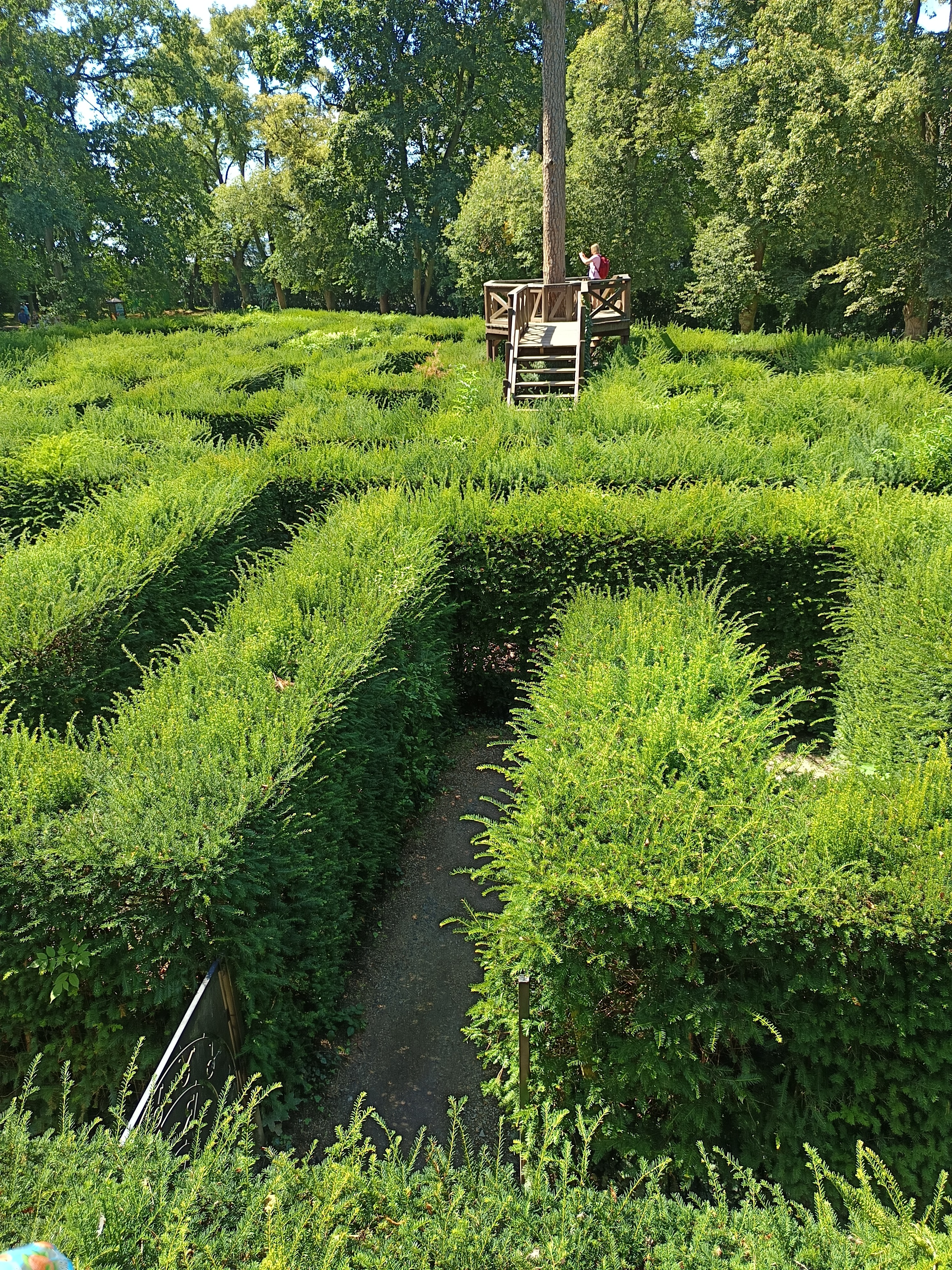
Bludiště v keřích
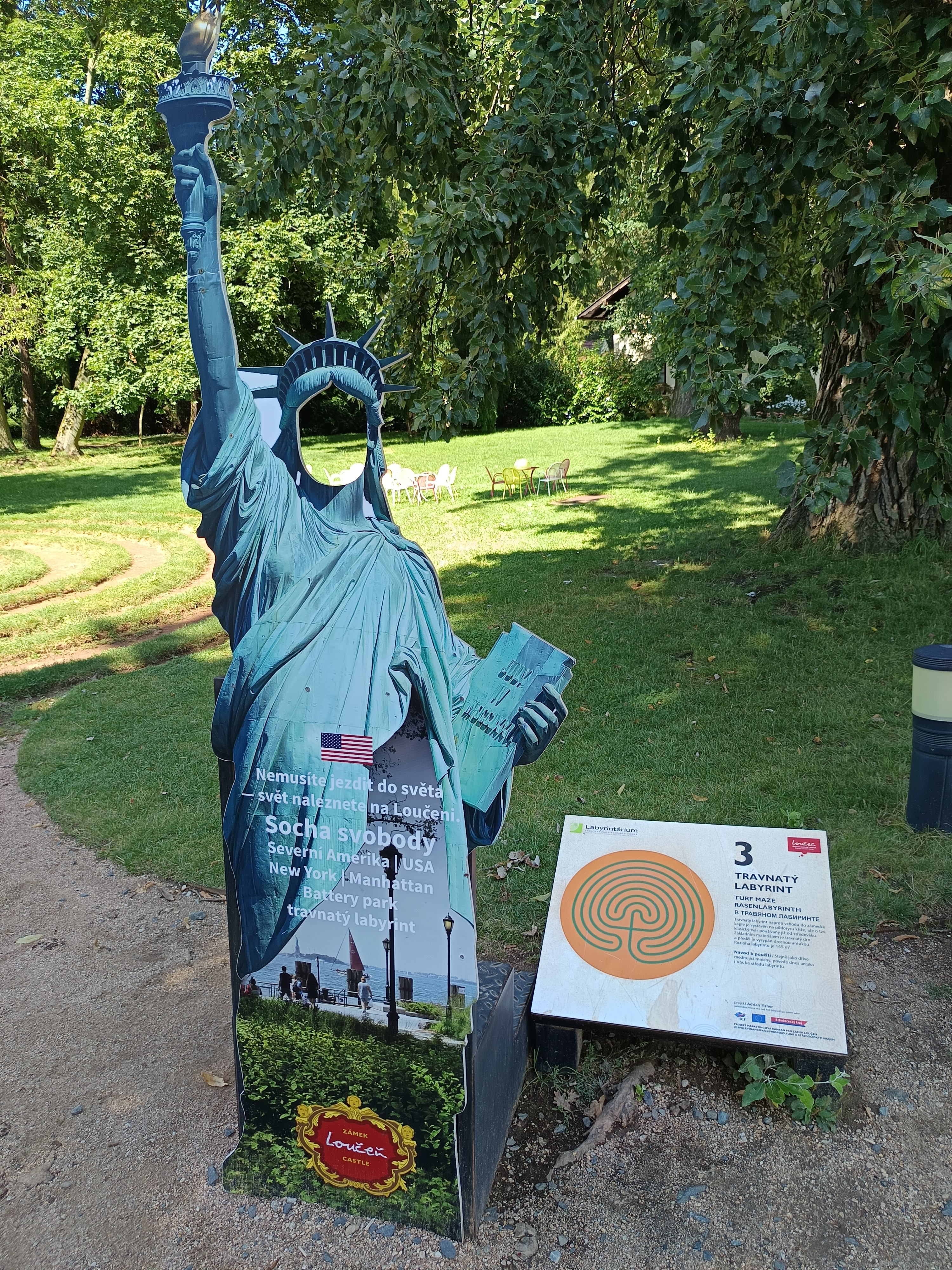
Travnatý labyrint
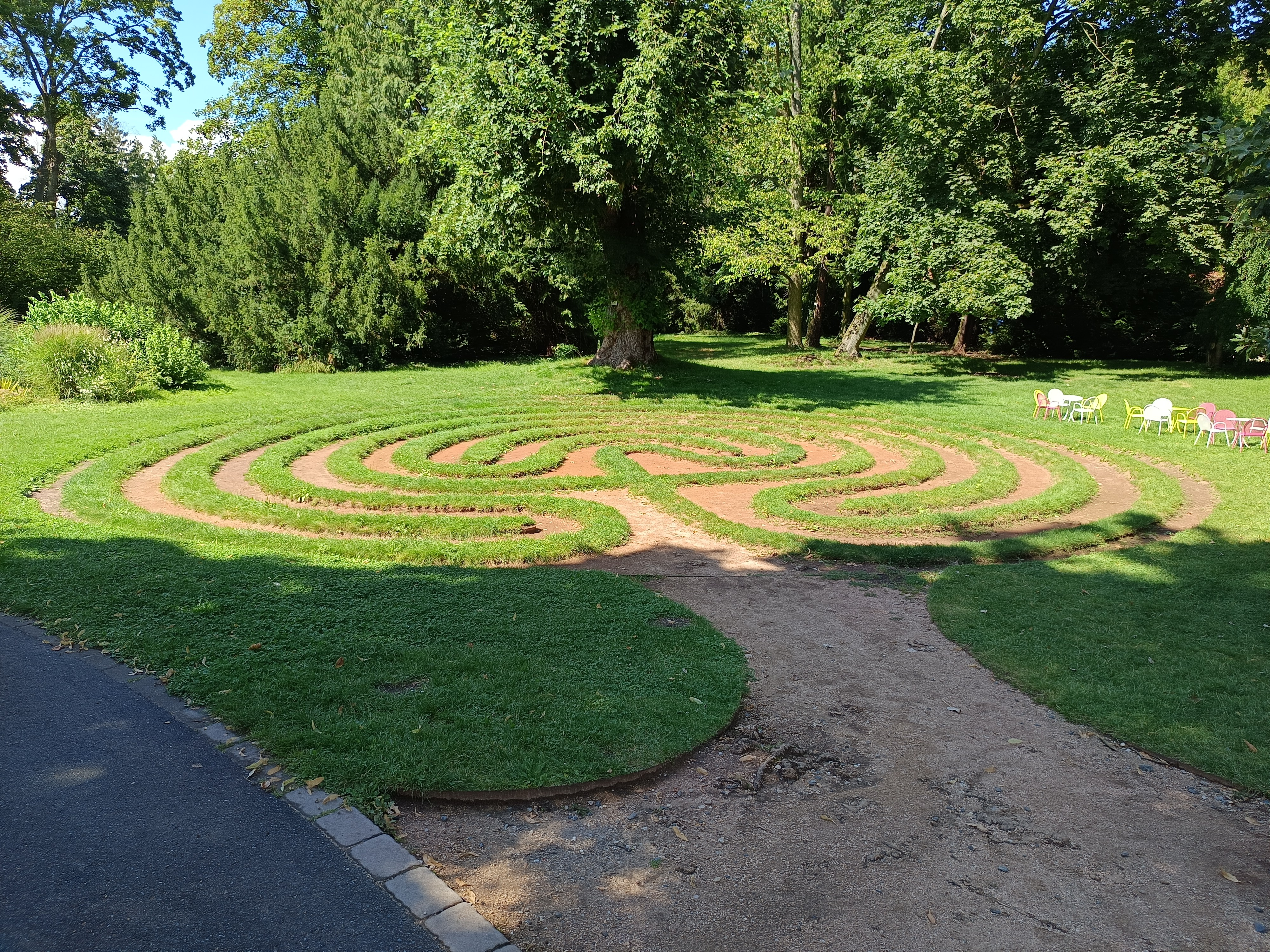
Travnatý labyrint
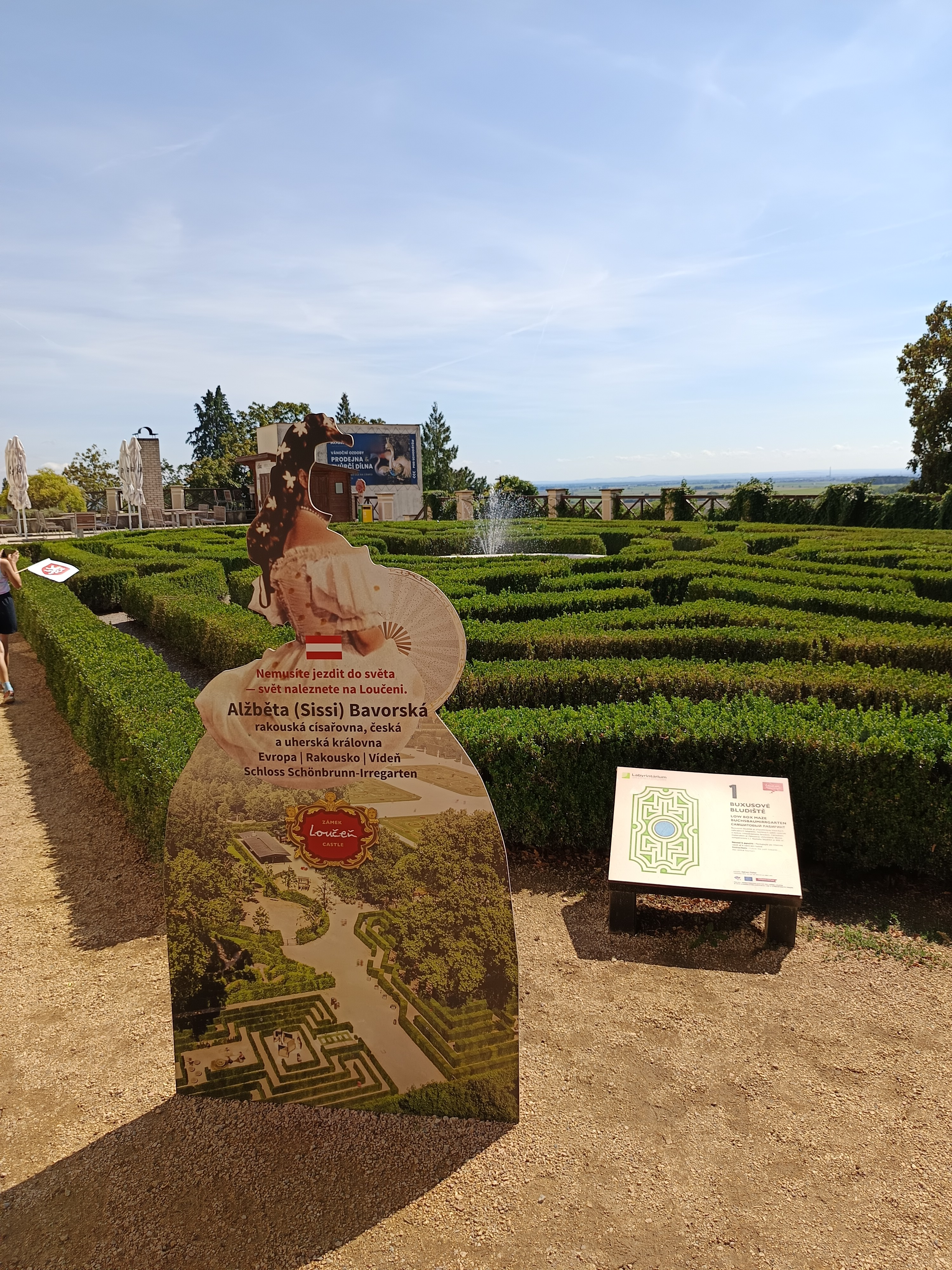
Buxusové bludiště